# Panaca (Nevada)
Panaca es un lugar designado por el censo en el condado de Lincoln en el estado estadounidense de Nevada.

## Geografía
Panaca se encuentra ubicado en las coordenadas 37°47′28″N 114°23′20″O / 37.79111, -114.38889.